# Domasława
Domasława, Domisława, Domosława – staropolskie imię żeńskie złożone z członów Doma- („dom”; psł. *domъ oznacza „pomieszczenie, gdzie człowiek żyje ze swoją rodziną”; „wszystko, co jest w domu, rodzina, mienie, majątek”, „ród, pokolenie”, „strony rodzinne, kraj ojczysty”)  i -sława („sława”). Mogło oznaczać „przynosząca sławę domowi”. W źródłach polskich poświadczone od XIII wieku (1265 rok).
Domasława imieniny obchodzi 7 września.
Męskie odpowiedniki: Domasław, Domisław, Domosław.